# Chapelle du Sacré-Cœur de Berné
La chapelle du Sacré-Cœur est une chapelle française située à Berné dans le Morbihan.

## Localisation
La chapelle du Sacré-Cœur est située sur la commune de Berné dans le Morbihan (56), à 500 mètres environ au sud-ouest de l'église paroissiale du bourg.
La chapelle est érigée sur une hauteur boisée, qui domine un paysage constitué de forêts et de vallons.

## Dédicataire
L'édifice est dédié au Cœur de Jésus, véritable symbole de la chouannerie durant l'époque révolutionnaire.

## Histoire
La chapelle est construite entre 1903 et 1910 suivant les plans de Jean-Marie Abgrall.  
En 1913, la statue du Sacré-Cœur qui surmonte la chapelle est foudroyée, et une nouvelle statue est offerte par la duchesse de Cossé-Brissac. 
Après la deuxième guerre mondiale, l'édifice est restauré et la décoration est enrichie : de nouveaux vitraux y sont installés (signés Henri Uzureau en 1946) et les peintures de l'intérieur, faites à l'origine par Le Ray (un artiste-peintre nantais), sont rénovées et complétées par Alice Pasco en 1954, une artiste du pays de Pontivy.
En 1982, l'édifice est de nouveau touché par la foudre, endommageant le bras.
Un pardon a lieu à la chapelle lors du deuxième week-end de juin, et les messes sont célébrées du mois chaque premier vendredi du mois de mai à octobre.

## Architecture
La chapelle du Sacré-Cœur est surnommée le "Montmartre breton" en raison de sa ressemblance avec la basilique du Sacré-Cœur, située sur la butte Montmartre à Paris.
Construite sur un vaste promontoire rocheux, la chapelle n'est pas orientée, le chœur se situant au Sud. 
Elle est construite selon un style néo-roman (ou néo-romano-byzantin), avec une forme en croix grecque qui partage l'édifice en quatre parties égales. En son centre, on trouve une coupole octogonale percée de seize ouverture reposant sur quatre piliers. Au sommet du monument, on a une plus petite coupole où se dresse une statue du Sacré-Cœur de 2,60 mètres.

## Mobilier
L'intérieur de la chapelle abrite dix fresques retraçant l'histoire du monument en expliquant les pratiques liées au culte du Sacré-Cœur. 
Au niveau du porche, on trouve une statue du Sacré-Cœur de Jésus. Le chœur de la chapelle est quant à lui surmonté d'une croix symbolisant la révolte des Chouans Vendéens. 